# 乌兰 (1922年)
乌兰（1922年—1987年），内蒙古土默特右旗人，蒙古族，中华人民共和国政治人物。
担任内蒙古自治区妇联主任。1954年，当选第一届全国人民代表大会代表。